# МакДоналд-Чепл
МакДоналд-Чепл (англ. McDonald Chapel) — переписна місцевість (CDP) в США, в окрузі Джефферсон штату Алабама. Населення — 739 осіб (2020).

## Географія
МакДоналд-Чепл розташований за координатами 33°31′7″ пн. ш. 86°56′18″ зх. д. / 33.51861° пн. ш. 86.93833° зх. д. (33.518576, -86.938462).  За даними Бюро перепису населення США в 2010 році переписна місцевість мала площу 2,80 км², з яких 2,79 км² — суходіл та 0,01 км² — водойми.

## Демографія
Згідно з переписом 2010 року, у переписній місцевості мешкало 717 осіб у 306 домогосподарствах у складі 189 родин. Густота населення становила 256 осіб/км².  Було 371 помешкання (132/км²).
Расовий склад населення:
| - 55,8 % — білих - 39,3 % — чорних або афроамериканців - 0,6 % — азіатів - 1,5 % — осіб інших рас |

До двох чи більше рас належало 2,8 %. Частка іспаномовних становила 2,8 % від усіх жителів.
За віковим діапазоном населення розподілялося таким чином: 21,8 % — особи молодші 18 років, 59,8 % — особи у віці 18—64 років, 18,4 % — особи у віці 65 років та старші. Медіана віку мешканця становила 42,7 року. На 100 осіб жіночої статі у переписній місцевості припадало 98,6 чоловіків;  на 100 жінок у віці від 18 років та старших — 93,4 чоловіків також старших 18 років.
Середній дохід на одне домашнє господарство  становив 21 594 долари США (медіана — 15 588), а середній дохід на одну сім'ю — 23 974 долари (медіана — 15 772). За межею бідності перебувало 62,6 % осіб, у тому числі 70,7 % дітей у віці до 18 років та 25,5 % осіб у віці 65 років та старших.
Цивільне працевлаштоване населення становило 142 особи. Основні галузі зайнятості: будівництво — 26,1 %, фінанси, страхування та нерухомість — 21,8 %, виробництво — 16,9 %, освіта, охорона здоров'я та соціальна допомога — 16,2 %.